# Hala El Badry
Hala El Badry, née en 1954 au Caire, est une journaliste et une romancière égyptienne. 

## Éléments biographiques et œuvres
Hala El Badry effectue des études à l'université du Caire, en administration des affaires, jusqu'en 1975, qu'elle complète par des études en journalisme en 1985, dans la même université. Elle exerce comme journaliste, devient membre du conseil d'administration d'un magazine télé, al-Idba‘a wa al-talafizyun, puis rédactrice en chef de ce magazine,.
Muntaha, un roman publié en 1995, est situé dans le village fictif de Muntaha dans le delta du Nil. Imra'atun ma(Une Femme, paru en anglais sous le titre A Certain Woman), son quatrième ouvrage, est nommé meilleur roman de l'année 2001, l'année de sa publication, au Caire, à la Foire Internationale du Livre. L'édition en anglais est de 2008. Ses ouvrages sont souvent consacrés aux contradictions entre a vie privée et les contraintes sociales de la vie publique. Elle est également lauréate d'un prix d'excellence en littérature de l'État égyptien, en 2012.

## Principales publications
- Muntaha, 1995
- Imra'atun ma, 2001